# Faint
„Faint“ je píseň americké rockové skupiny Linkin Park z jejich druhého studiového alba Meteora. Píseň byla vydána 9. června 2003 jako druhý singl alba. Rovněž je sedmou skladbou. Ve většině žebříčků, v nichž se objevila, se dostala do první třicítky.

## Videoklip
Videoklip režíroval Mark Romanek. Natáčel se v centru Los Angeles. Členové skupiny v něm vystupují před publikem. Září na ně světla reflektorů. Publikum tvořili členové LPU. Téměř celý klip je natočen zezadu, což umožňuje, aby silné osvětlení zobrazilo kapelu v siluetách. Proto nejsou po většinu videa vidět obličeje členů kapely, s výjimkou závěrečného refrénu, kdy je pak kapela zobrazena zepředu. Vystupují před opuštěnou posprejovanou stavbou.
Většinu graffiti a obrázků na budově vytvořil rapper Mike Shinoda.

## Seznam skladeb
| Část 1 | Část 1                       | Část 1 |
| Pořadí | Název                        | Délka  |
| ------ | ---------------------------- | ------ |
| 1.     | "Faint"                      | 2:43   |
| 2.     | "Lying from You"             | 3:07   |
| 3.     | "Somewhere I Belong" (Video) |        |

| Část 2 | Část 2                              | Část 2 |
| Pořadí | Název                               | Délka  |
| ------ | ----------------------------------- | ------ |
| 1.     | "Faint"                             | 2:43   |
| 2.     | "One Step Closer" (Reanimated Live) | 3:43   |
| 3.     | "Faint Live" (Video)                |        |

## Obsazení

### Linkin Park
- Chester Bennington – zpěv
- Mike Shinoda – rap, rytmická kytara, samply
- Brad Delson – sólová kytara
- Dave Farrell – basová kytara
- Joe Hahn – gramofony, samply, syntezátory
- Rob Bourdon – bicí

### Ostatní hudebníci
- Joel Derouin, Charlie Bisharat, Alyssa Park, Sara Parkins, Michelle Richards, Mark Robertson – housle
- Evan Wilson, Bob Becker – viola
- Larry Corbett, Dan Smith – violoncello
- David Campbell – uspořádání smyčců